# Макеев, Виктор Ефимович
Виктор Ефимович Макеев (1923—1992) — лейтенант Советской Армии, участник Великой Отечественной войны, Герой Советского Союза (1945).

## Биография
Виктор Макеев родился 13 марта 1923 года в селе Вязовка (ныне — Сосновоборский район Пензенской области). После окончания семи классов школы работал водителем. В январе 1942 года Макеев был призван на службу в Рабоче-крестьянскую Красную Армию. В 1943 году он окончил Ульяновское танковое училище. С сентября того же года — на фронтах Великой Отечественной войны.
К январю 1945 года лейтенант Виктор Макеев командовал самоходной артиллерийской установкой 8-й самоходной артиллерийской бригады 5-й гвардейской армии 1-го Украинского фронта. Отличился во время освобождения Польши. 25 января 1945 года экипаж Макеева одним из первых переправился через Одер в районе села Эйзенау в 8 километрах к северо-западу от Ополе и принял активное участие в боях за захват и удержание плацдарма на его западном берегу, отразив ряд немецких контратак.
Указом Президиума Верховного Совета СССР от 27 июня 1945 года за «мужество и героизм, проявленные в Сандомирско-Силезской операции» лейтенант Виктор Макеев был удостоен высокого звания Героя Советского Союза с вручением ордена Ленина и медали «Золотая Звезда».
В 1945 году Макеев окончил Высшую офицерскую школу. В 1947 году Макеев был уволен в запас. Проживал в Минске, работал механиком на автобазе. 
Умер 25 октября 1992 года, похоронен на Северном кладбище Минска.
Был также награждён двумя орденами Отечественной войны 1-й степени и рядом медалей.